# 亚科夫·米拉托维奇
亚科夫·米拉托維奇（發音：[jakoʋ mǐlatoʋitɕ]；1986年12月7日—）是黑山政治家和經濟學家，在2023年總統選舉中擊敗時任總統米洛·久卡諾維奇後成為黑山當選總統。2020年12月4日至2022年4月28日，他擔任茲德拉夫科·克里沃卡皮奇內閣的經濟發展部長。

## 早年生活和教育
米拉托維奇於1986年12月7日出生在南斯拉夫社會主義聯邦共和國黑山鐵托格勒，在那裡他從斯洛博丹·什克羅維奇文理中學畢業。在他2005年的年鑑頁面上說，米拉托維奇將在10年內成為黑山總統。他的祖父和曾祖父作為南斯拉夫游擊隊參加了第二次世界大戰。他的曾祖父也參加了第一次世界大戰，並於1916年參加了莫伊科瓦茨戰役。他的父親是工會主義者，也是1997年社會主義人民黨的創始人之一。米拉托維奇聲稱他的父親由於反對社會主義者民主黨而無法找到工作。
他在黑山大學經濟學院完成了經濟學領域的本科學習。 他作為美國研究員在伊利諾伊州立大學度過了一個學年；作為奧地利政府研究員在維也納經濟大學學習一個學期；作為歐盟研究員在羅馬大學學習一學年。米拉托維奇在牛津大學聖約翰學院完成了經濟學哲學碩士學位。他是英國政府志奮領獎學金獲得者。他還是德國康拉德·阿登納基金會的研究員。米拉托維奇精通英語，還會說意大利語和西班牙語。

## 經濟學生涯
米拉托維奇曾在NLB集團波德戈里察和法蘭克福的德意志銀行工作。2014年，他加入歐洲復興開發銀行經濟和政治分析團隊。2019年，他晉升為歐盟國家首席經濟學家，包括羅馬尼亞、保加利亞、克羅地亞和斯洛文尼亞，並將銀行辦公室常駐在布加勒斯特。
他發表了多篇文章並合著了兩本書。

## 政治生涯
他於2020年12月4日至2022年4月28日擔任克里沃卡皮奇內閣的經濟發展部長。在任期間，米拉托維奇和財政部長米洛伊科·斯帕伊奇提出並實施了備受爭議的「現在歐洲」經濟改革方案。
2022年，米拉托維奇和斯帕伊奇成立了「現在歐洲」政黨，斯帕伊奇任主席，米拉托維奇任副主席。它參加了2022年的地方選舉，米拉托維奇作為市長候選人在波德戈里察的組織選舉名單中名列前茅。這份名單贏得了21.7%的普選票，米拉托維奇有望成為波德戈里察市長。

### 2023年總統競選
2023年3月，在米洛伊科·斯帕伊奇因為被發現他是塞爾維亞和黑山的雙重公民，他的候選資格被國家選舉委員會拒絕後，米拉托維奇作為現在歐洲的替代候選人參加了2023年黑山總統選舉，他在 2023年4月2日的決選中以壓倒性優勢戰勝現任總統米洛·朱卡諾維奇後當選總統。 米拉托維奇贏得了58.88%的選票，他的就職典禮將於5月20日舉行。他表示，他的首次出訪將是布魯塞爾。

## 政治立場
他的政治立場被描述為中間派。米拉托維奇在2006年的獨立公投中投票支持黑山獨立。在參政之前，他投票支持SNP、民主黑山和黑山未來聯盟。

### 對外政策
他支持黑山加入歐盟。他主張黑山與塞爾維亞之間建立更密切的關係。米拉托維奇支持因俄羅斯入侵烏克蘭而對其進行制裁，他認為這是一種侵略行為。米拉托維奇稱黑山的提議撤銷對科索沃獨立的承認是不現實的，並指出科索沃是一個國際公認的國家。米拉托維奇表示，他同意國際法院對斯雷布雷尼察種族滅絕的判決。他支持開放巴爾幹倡議。

## 個人生活
雅科夫·米拉托維奇與米蓮娜·米拉托維奇結婚並育有三個孩子。他是塞爾維亞東正教徒，在奧斯特羅格修道院受洗。他根據種族認定自己是黑山人。

## 外部連結
- 维基共享资源上的相關多媒體資源：亚科夫·米拉托维奇